# 1524.
◄ | 15. stoljeće | 16. stoljeće | 17. stoljeće | ►
◄ | 1490-ih | 1500-ih | 1510-ih | 1520-ih | 1530-ih | 1540-ih | 1550-ih | ►
◄◄ | ◄ | 1521. | 1522. | 1523. | 1524. | 1525. | 1526. | 1527. | ► | ►►
Arhitektura • Astronomija • Glazba • Kazalište • Kiparstvo • Knjige • Književnost • Kršćanstvo • Medicina • Politika • Pravo • Promet • Slikarstvo • Znanost

## Događaji
- Giovanni da Verrazano doplovi do Sjeverne Amerike u potrazi za prolaz u Tihi ocean
- Hernán Cortés krene u ekspediciju na današnji južni Honduras
- Turska opsada Klisa
- Franjo Batthyány dobi povelju ugarsko-hrvatskog kralja Ludovika II. da nesaljiva Hrvate na svoje posjede u Gradišću (Burgenland). Bili su to uglavnom doseljenici iz krajeva oko Kupe, Korane, Une i Pomorja
- Ivan Tahy ban Dalmacije, Hrvatske i Slavonije (do 1525.)
- Split i splitsko područje obranjeno do osmanskih četa pod vodstvom Petra Kružića i Grgura Orlovića

## Rođenja
- 28. svibnja – Selim II., turski sultan († 1574.)
- 17. ožujka – Diego de Landa, španjolski biskup na Yucatánu († 1579.)

## Smrti
- 5. siječnja – Marko Marulić, hrvatski književnik (* 1450.)
- 23. svibnja – Ismail I., iranski šah iz safavidske dinastije (* 1487.)
- 24. prosinca – Vasco da Gama, portugalski pomorac i istraživač (* 1460.)

## Vanjske poveznice
|  | Zajednički poslužitelj ima još gradiva o temi 1524. |